# Wereldkampioenschappen schaatsen allround 2008
De wereldkampioenschappen schaatsen allround 2008 werden op 9 en 10 februari 2008 gereden in de schaatshal van Berlijn (Duitsland).
Titelverdedigers waren de Wereldkampioenen van 2007 in Heerenveen: de Nederlanders Ireen Wüst en Sven Kramer.

## Vrouwentoernooi
Vierentwintig schaatssters, 14 uit Europa Duitsland (4), Nederland (4), Rusland (3), Noorwegen (1), Polen (1) en Tsjechië (1), 6 uit Noord-Amerika & Oceanië (Canada (4) en de Verenigde Staten (2), 4 uit Azië (Japan (2) en China (1) en Zuid-Korea (1) namen eraan deel. Zeven rijdsters debuteerden dit jaar.
Met haar tweede deelname aan het WK Allround veroverde Paulien van Deutekom de wereldtitel. Daarmee was ze de vijfde Nederlandse vrouw die de titel binnen haalde, Stien Kaiser ('67-'68), Atje Keulen-Deelstra ('70, '72-'73-'74), Renate Groenewold ('04) en Ireen Wüst ('07) waren haar voorgegaan. Ze veroverde drie afstandsmedailles, goud op de 3000m, zilver op de 1500m en brons op de 5000m. De wereldkampioene van vorig jaar moest nu genoegen nemen met een plaatsje lager, Ireen Wüst nam met haar vierde deelname voor de tweede maal op het erepodium plaats, zij werd tweede. Op de 500m veroverde ze de zilveren medaille en op de 1500m de gouden medaille. Met haar tiende deelname nam Kristina Groves voor de tweede maal plaats op het podium, zij werd, evenals in 2006, derde.
Naast Paulien van Deutekom en Ireen Wüst kwamen de debutanten Diane Valkenburg (zij werd achtste) en Marrit Leenstra (zij werd twaalfde) voor Nederland uit.
Claudia Pechstein nam voor de zestiende maal deel aan het WK Allround, een prestatie waarin alleen Emese Hunyady (17 deelnames) haar voor ging. Maki Tabata reed haar twaalfde WK Allroundtoernooi en was daarmee de negende vrouw die dit aantal bereikte.
Tweevoudig wereldkampioene Cindy Klassen zegde enkele dagen voor het toernooi af, nadat haar zus zwaargewond was geraakt bij een ongeval. Drievoudig wereldkampioene Anni Friesinger had voorafgaand aan het seizoen besloten niet deel te nemen aan de allroundkampioenschappen. Renate Groenewold, de wereldkampioene van 2004, wist zich niet te kwalificeren.

### Dag 1
De 500 meter werd een prooi voor de Canadese middenafstandspecialist Christine Nesbitt. Titelverdedigster Ireen Wüst nam afstand van haar concurrenten door met 39,28 beslag te leggen op de tweede plek.
Op de 3000 meter beten alle favorieten zich stuk op de tijd van 4.03,33 die de Nederlandse Paulien van Deutekom al in de zevende rit reed. Wüst deed in de laatste rit een poging in het spoor te blijven van haar landgenote, maar verloor in de laatste twee ronden 2,5 seconde. De Tsjechische stayer Martina Sáblíková werd tweede op de afstand, maar won te weinig terug om haar achterstand van de 500 meter weer in te lopen. In het klassement over twee afstanden leidde Van Deutekom, voor Nesbitt en Wüst.
| rang   | schaatsster          | land      | tijd  |
| ------ | -------------------- | --------- | ----- |
| Goud   | Christine Nesbitt    | Canada    | 39,03 |
| Zilver | Ireen Wüst           | Nederland | 39,28 |
| Brons  | Wang Fei             | China     | 39,57 |
| 4      | Kristina Groves      | Canada    | 39,64 |
| 5      | Paulien van Deutekom | Nederland | 39,65 |
| 6      | Jekaterina Lobysjeva | Rusland   | 39,70 |
| 7      | Marrit Leenstra      | Nederland | 39,72 |
| 8      | Daniela Anschütz     | Duitsland | 39,98 |
| 9      | Claudia Pechstein    | Duitsland | 40,01 |
| 9      | Jekaterina Abramova  | Rusland   | 40,01 |

| rang   | schaatsster          | land      | tijd    |
| ------ | -------------------- | --------- | ------- |
| Goud   | Paulien van Deutekom | Nederland | 4.03,33 |
| Zilver | Martina Sáblíková    | Tsjechië  | 4.05,69 |
| Brons  | Kristina Groves      | Canada    | 4.06,36 |
| 4      | Ireen Wüst           | Nederland | 4.06,62 |
| 5      | Christine Nesbitt    | Canada    | 4.07,34 |
| 6      | Diane Valkenburg     | Nederland | 4.09,49 |
| 7      | Clara Hughes         | Canada    | 4.11,21 |
| 8      | Daniela Anschütz     | Duitsland | 4.11,43 |
| 9      | Claudia Pechstein    | Duitsland | 4.12,09 |
| 10     | Katrin Mattscherodt  | Duitsland | 4.12,98 |

### Dag 2
| rang   | schaatsster          | land      | tijd    |
| ------ | -------------------- | --------- | ------- |
| Goud   | Ireen Wüst           | Nederland | 1.57,59 |
| Zilver | Paulien van Deutekom | Nederland | 1.57,83 |
| Brons  | Christine Nesbitt    | Canada    | 1.58,57 |
| 4      | Kristina Groves      | Canada    | 1.58,67 |
| 5      | Wang Fei             | China     | 1.59,31 |
| 6      | Daniela Anschütz     | Duitsland | 1.59,44 |
| 7      | Marrit Leenstra      | Nederland | 1.59,51 |
| 8      | Martina Sáblíková    | Tsjechië  | 1.59,62 |
| 9      | Claudia Pechstein    | Duitsland | 1.59,77 |
| 10     | Diane Valkenburg     | Nederland | 1.59,82 |

| rang   | schaatsster          | land      | tijd       |
| ------ | -------------------- | --------- | ---------- |
| Goud   | Martina Sáblíková    | Tsjechië  | 6.59,26 BR |
| Zilver | Kristina Groves      | Canada    | 7.06,22    |
| Brons  | Paulien van Deutekom | Nederland | 7.07,10    |
| 4      | Ireen Wüst           | Nederland | 7.09,54    |
| 5      | Clara Hughes         | Canada    | 7.09,55    |
| 6      | Claudia Pechstein    | Duitsland | 7.11,45    |
| 7      | Daniela Anschütz     | Duitsland | 7.11,88    |
| 8      | Katrin Mattscherodt  | Duitsland | 7.15,61    |
| 9      | Christine Nesbitt    | Canada    | 7.15,92    |
| 10     | Diane Valkenburg     | Nederland | 7.18,25    |

### Eindklassement
| Rang   | Schaatsster          | Land             | Punten  | 500m       | 3000m        | 1500m        | 5000m        |
| ------ | -------------------- | ---------------- | ------- | ---------- | ------------ | ------------ | ------------ |
| Goud   | Paulien van Deutekom | Nederland        | 162,191 | 39,65 (5)  | 4.03,33 (1)  | 1.57,83 (2)  | 7.07,10 (3)  |
| Zilver | Ireen Wüst           | Nederland        | 162,533 | 39,28 (2)  | 4.06,62 (4)  | 1.57,59 (1)  | 7.09,54 (4)  |
| Brons  | Kristina Groves      | Canada           | 162,878 | 39,64 (4)  | 4.06,36 (3)  | 1.58,67 (4)  | 7.06,22 (2)  |
| 4      | Christine Nesbitt    | Canada           | 163,368 | 39,03 (1)  | 4.07,34 (5)  | 1.58,57 (3)  | 7.15,92 (9)  |
| 5      | Martina Sáblíková    | Tsjechië         | 163,667 | 40,92 (15) | 4.05,69 (2)  | 1.59,62 (8)  | 6.59,26 (1)  |
| 6      | Daniela Anschütz     | Duitsland        | 164,886 | 39,98 (8)  | 4.11,43 (8)  | 1.59,44 (6)  | 7.11,88 (7)  |
| 7      | Claudia Pechstein    | Duitsland        | 165,093 | 40,01 (9)  | 4.12,09 (9)  | 1.59,77 (9)  | 7.11,45 (6)  |
| 8      | Diane Valkenburg     | Nederland        | 165,626 | 40,28 (11) | 4.09,49 (6)  | 1.59,82 (10) | 7.18,25 (10) |
| 9      | Wang Fei             | China            | 166,014 | 39,57 (3)  | 4.13,75 (11) | 1.59,31 (5)  | 7.23,83 (11) |
| 10     | Katrin Mattscherodt  | Duitsland        | 167,120 | 41,21 (20) | 4.12,98 (10) | 2.00,56 (12) | 7.15,61 (8)  |
| 11     | Clara Hughes         | Canada           | 167,466 | 42,10 (22) | 4.11,21 (7)  | 2.01,63 (15) | 7.09,55 (5)  |
| 12     | Marrit Leenstra      | Nederland        | 167,629 | 39,72 (7)  | 4.14,85 (12) | 1.59,51 (7)  | 7.35,98 (12) |
| NC13   | Maki Tabata          | Japan            | 123,286 | 40,48 (13) | 4.15,44 (14) | 2.00,70 (13) |              |
| NC14   | Jekaterina Lobysjeva | Rusland          | 123,503 | 39,70 (6)  | 4.19,92 (21) | 2.01,45 (14) |              |
| NC15   | Brittany Schussler   | Canada           | 123,607 | 40,75 (14) | 4.16,93 (16) | 2.00,11 (11) |              |
| NC16   | Galina Lichatsjova   | Rusland          | 124,193 | 40,45 (12) | 4.18,00 (18) | 2.02,23 (18) |              |
| NC17   | Katarzyna Wójcicka   | Polen            | 124,517 | 40,93 (16) | 4.17,47 (17) | 2.02,03 (16) |              |
| NC18   | Mari Hemmer          | Noorwegen        | 124,604 | 41,07 (17) | 4.15,11 (13) | 2.03,05 (20) |              |
| NC19   | Jekaterina Abramova  | Rusland          | 125,022 | 40,01 (9)  | 4.22,54 (23) | 2.03,77 (21) |              |
| NC20   | Lucille Opitz        | Duitsland        | 125,029 | 41,19 (19) | 4.18,10 (19) | 2.02,47 (19) |              |
| NC21   | Lee Ju-youn          | Zuid-Korea       | 125,148 | 41,14 (18) | 4.19,67 (20) | 2.02,19 (17) |              |
| NC22   | Catherine Raney      | Verenigde Staten | 125,958 | 41,74 (21) | 4.15,87 (15) | 2.04,72 (22) |              |
| NC23   | Eriko Ishino         | Japan            | 127,466 | 42,10 (22) | 4.21,14 (22) | 2.05,53 (23) |              |
| NC24   | Anna Ringsred        | Verenigde Staten | 130,636 | 42,30 (24) | 4.32,58 (24) | 2.08,72 (24) |              |

* = met val
NC = niet gekwalificeerd
NF = niet gefinisht
NS = niet gestart
DQ = gediskwalificeerd
Vet gezet = kampioenschapsrecord
Op basis van dit eindklassement worden de startposities voor de wereldkampioenschap schaatsen allround 2009 verdeeld tussen de verschillende werelddelen. Europa heeft in 2009 recht op veertien rijdsters (tien rijders bij de eerste 16 plus vier). Noord-Amerika (inclusief Oceanië) mag zes rijders afvaardigen (vier rijders bij de eerste 16 plus twee) en Azië vier (twee rijders bij de eerste 16 plus twee).

## Mannentoernooi

### Dag 1
Net als bij de vrouwen won een Canadees de 500 meter. Bij de heren was Denny Morrison de snelste, in precies dezelfde tijd waarmee hij bij de Wereldkampioenschap schaatsen allround 2007 tweede was geworden. Shani Davis werd tweede, Sven Kramer derde. De Italiaan Enrico Fabris legde toe op de andere concurrenten voor de titel en werd slechts tiende. De Chinees Xingyu Song vloog uit de laatste binnenbocht. Aangezien hij zijn tegenstander Hiroki Hirako daarbij hinderde, werd hij gediskwalificeerd.
Op de 5000 meter ging de Koreaan Choi Kwun-won niet meer van start. Davis zette in de negende rit de toon, door met 6:23,92 de snelste tijd te rijden. In de daaropvolgende rit wisten voormalig wereldkampioen Chad Hedrick en de Noor Håvard Bøkko elkaar op te zwepen in een gevecht om de ritwinst. Bøkko won in 6:17,64, Hedrick volgde op ruim een seconde. Vervolgens was het de beurt aan Kramer, die met een licht oplopend schema de snelste tijd fors verbeterde tot 6:13,35. Zijn tegenstander Fabris werd op ruim twintig seconden gereden. In de laatste rit wisten Wouter Olde Heuvel en Carl Verheijen niet in de buurt te komen van hun landgenoot; ze werden respectievelijk vijfde en zesde.
In het tussenklassement na de eerste dag leidde Kramer, met ongeveer 0,7 punten voorsprong op Davis en 0,75 op Bøkko.
| rang   | schaatsster         | land             | tijd  |
| ------ | ------------------- | ---------------- | ----- |
| Goud   | Denny Morrison      | Canada           | 35,81 |
| Zilver | Shani Davis         | Verenigde Staten | 35,85 |
| Brons  | Sven Kramer         | Nederland        | 36,22 |
| 4      | Jevgeni Lalenkov    | Rusland          | 36,27 |
| 5      | Håvard Bøkko        | Noorwegen        | 36,54 |
| 5      | Ivan Skobrev        | Rusland          | 36,54 |
| 7      | Chad Hedrick        | Verenigde Staten | 36,55 |
| 8      | Konrad Niedźwiedzki | Polen            | 36,57 |
| 9      | Steven Elm          | Canada           | 36,70 |
| 10     | Enrico Fabris       | Italië           | 36,72 |

| rang   | schaatsster        | land             | tijd    |
| ------ | ------------------ | ---------------- | ------- |
| Goud   | Sven Kramer        | Nederland        | 6.13,35 |
| Zilver | Håvard Bøkko       | Noorwegen        | 6.17,64 |
| Brons  | Chad Hedrick       | Verenigde Staten | 6.18,90 |
| 4      | Shani Davis        | Verenigde Staten | 6.23,92 |
| 5      | Wouter Olde Heuvel | Nederland        | 6.25,06 |
| 6      | Carl Verheijen     | Nederland        | 6.29,39 |
| 7      | Sverre Haugli      | Noorwegen        | 6.29,64 |
| 8      | Hiroki Hirako      | Japan            | 6.33,17 |
| 9      | Denny Morrison     | Canada           | 6.33,53 |
| 10     | Enrico Fabris      | Italië           | 6.33,61 |

### Dag 2
| rang   | schaatser          | land             | tijd    |
| ------ | ------------------ | ---------------- | ------- |
| Goud   | Shani Davis        | Verenigde Staten | 1.45,93 |
| Zilver | Denny Morrison     | Canada           | 1.45,98 |
| Brons  | Jevgeni Lalenkov   | Rusland          | 1.46,39 |
| 4      | Sven Kramer        | Nederland        | 1.46,47 |
| 5      | Chad Hedrick       | Verenigde Staten | 1.46,82 |
| 6      | Wouter Olde Heuvel | Nederland        | 1.47,32 |
| 7      | Håvard Bøkko       | Noorwegen        | 1.47,93 |
| 8      | Enrico Fabris      | Italië           | 1.48,12 |
| 9      | Ben Jongejan       | Nederland        | 1.48,17 |
| 10     | Lucas Makowsky     | Canada           | 1.48,46 |

| rang   | schaatser          | land             | tijd        |
| ------ | ------------------ | ---------------- | ----------- |
| Goud   | Sven Kramer        | Nederland        | 13.09,06 BR |
| Zilver | Håvard Bøkko       | Noorwegen        | 13.10,87    |
| Brons  | Wouter Olde Heuvel | Nederland        | 13.20,97    |
| 4      | Carl Verheijen     | Nederland        | 13.23,86    |
| 5      | Shani Davis        | Verenigde Staten | 13.27,13    |
| 6      | Chad Hedrick       | Verenigde Staten | 13.32,69    |
| 7      | Ivan Skobrev       | Rusland          | 13.37,72    |
| 8      | Ben Jongejan       | Nederland        | 13.43,73    |
| 9      | Enrico Fabris      | Italië           | 13.45,23    |
| 10     | Sverre Haugli      | Noorwegen        | 13.46,63    |

### Eindklassement
| Rang   | Schaatser           | Land             | Punten  | 500m       | 5000m        | 1500m        | 10.000m       |
| ------ | ------------------- | ---------------- | ------- | ---------- | ------------ | ------------ | ------------- |
| Goud   | Sven Kramer         | Nederland        | 148,494 | 36,22 (3)  | 6.13,35 (1)  | 1.46,46 (4)  | 13.09,06 (1)  |
| Zilver | Håvard Bøkko        | Noorwegen        | 149,823 | 36,54 (5)  | 6.17,64 (2)  | 1.47,93 (7)  | 13.10,87 (2)  |
| Brons  | Shani Davis         | Verenigde Staten | 149,908 | 35,85 (2)  | 6.23,92 (4)  | 1.45,93 (1)  | 13.27,13 (5)  |
| 4      | Chad Hedrick        | Verenigde Staten | 150,680 | 36,55 (7)  | 6.18,90 (3)  | 1.46,82 (5)  | 13.32,69 (6)  |
| 5      | Wouter Olde Heuvel  | Nederland        | 151,308 | 36,98 (12) | 6.25,07 (5)  | 1.47,32 (6)  | 13.20,97 (3)  |
| 6      | Denny Morrison      | Canada           | 153,077 | 35,81 (1)  | 6.33,53 (9)  | 1.45,98 (2)  | 14.11,76 (11) |
| 7      | Enrico Fabris       | Italië           | 153,382 | 36,72 (10) | 6.33,61 (10) | 1.48,12 (8)  | 13.45,23 (9)  |
| 8      | Ivan Skobrev        | Rusland          | 153,564 | 36,54 (5)  | 6.34,72 (11) | 1.50,00 (19) | 13.37,72 (7)  |
| 9      | Carl Verheijen      | Nederland        | 153,612 | 38,07 (23) | 6.29,39 (6)  | 1.49,23 (13) | 13.23,86 (4)  |
| 10     | Ben Jongejan        | Nederland        | 153,976 | 37,24 (14) | 6.34,94 (12) | 1.48,17 (9)  | 13.43,73 (8)  |
| 11     | Sverre Haugli       | Noorwegen        | 154,561 | 37,83 (20) | 6.29,64 (7)  | 1.49,31 (15) | 13.46,63 (10) |
| 12     | Jevgeni Lalenkov    | Rusland          | 154,633 | 36,27 (4)  | 6.37,96 (15) | 1.46,39 (3)  | 14.22,09 (12) |
| NC13   | Lucas Makowsky      | Canada           | 112,733 | 36,85 (11) | 6.37,30 (14) | 1.48,46 (10) |               |
| NC14   | Tobias Schneider    | Duitsland        | 113,222 | 37,27 (15) | 6.36,32 (13) | 1.48,96 (12) |               |
| NC15   | Henrik Christiansen | Noorwegen        | 113,651 | 37,35 (16) | 6.38,75 (16) | 1.49,28 (14) |               |
| NC16   | Robert Lehmann      | Duitsland        | 113,716 | 37,07 (13) | 6.41,80 (17) | 1.49,40 (16) |               |
| NC17   | Steven Elm          | Canada           | 113,803 | 36,70 (9)  | 6.48,37 (21) | 1.48,80 (11) |               |
| NC18   | Konrad Niedźwiedzki | Polen            | 113,916 | 36,57 (8)  | 6.47,83 (20) | 1.49,69 (17) |               |
| NC19   | Hiroki Hirako       | Japan            | 114,263 | 37,83 (20) | 6.33,17 (8)  | 1.51,35 (21) |               |
| NC20   | Trevor Marsicano    | Verenigde Staten | 114,657 | 37,82 (19) | 6.42,24 (18) | 1.49,84 (18) |               |
| NC21   | Justin Warsylewicz  | Canada           | 115,805 | 38,02 (22) | 6.49,29 (22) | 1.50,57 (20) |               |
| NC22   | Justin Stelly       | Verenigde Staten | 116,853 | 37,71 (18) | 6.51,97 (23) | 1.53,84 (23) |               |
| NS2    | Choi Kwun-won       | Zuid-Korea       |         | 37,40 (17) | NS           |              |               |
| DQ1    | Xingyu Song         | China            |         | DQ         | 6.45,94 (19) | 1.53,29 (22) |               |

* = met val
NC = niet gekwalificeerd
NF = niet gefinisht
NS = niet gestart
DQ = gediskwalificeerd
Vet gezet = kampioenschapsrecord
Op basis van dit eindklassement worden de startposities voor de wereldkampioenschap schaatsen allround 2009 verdeeld tussen de verschillende werelddelen. Europa heeft in 2009 recht op zestien rijders (twaalf rijders bij de eerste 16 plus vier). Noord-Amerika (inclusief Oceanië) mag zes rijders afvaardigen (vier rijders bij de eerste 16 plus twee) en Azië twee (geen rijders bij de eerste 16 plus twee).